# Matt Holland
Matthew Rhys Holland (Bury, 11 aprile 1974) è un ex calciatore irlandese, che giocava come centrocampista.

## Biografia
Soffre di daltonismo.

## Carriera

### Club
All'inizio della sua carriera, venne scartato dalle giovanili dell'Arsenal perché "troppo piccolo", e venne preso dalle giovanili del West Ham. Nel 1995 si trasferì al Bournemouth, diventandone il capitano; nel 1997 venne acquistato dall'Ipswich Town, che capitanò fino al 2003 quando si trasferì al Charlton Athletic. Qui ha indossato il numero 8 ed è stato il capitano. A fine stagione 2008-2009 gli viene rescisso il contratto.

### Nazionale
Benché nato nel Regno Unito e cittadino britannico, Holland, per via delle origini familiari (sua nonna era irlandese) scelse a suo tempo l'affiliazione alla FAI in luogo della FA, e quindi divenne selezionabile per l'Irlanda, con la quale esordì nel 1996. Nel 2002 ha sbagliao un calcio di rigore fra i uali fece perdere la ualificazione al turno successivo al Mondiale 2002. Ha lasciato la Nazionale a seguito della mancata qualificazione al campionato del mondo 2006, dopo 49 incontri e 5 goal.
Durante il citato campionato del mondo ha avuto un ruolo di commentatore sportivo per la BBC.